# Ацены

Общая структурная формула аценов

Ацены, или полиацены — класс органических соединений и полициклических ароматических углеводородов, состоящих из линейно присоединенных бензольных колец.
Представители класса с большим количеством колец имеют потенциал использования в оптоэлектронике и активно изучаются в химии и электротехнике. Например, у пентацена, задействованного в органических полевых транзисторах, мобильность носителей заряда доходит до 5 см2/В; соединение является лучшим органическим полупроводником p-типа.
| Название | Химическая формула | Количество колец | Молярная масса, г/моль | Номер CAS | Структурная формула |
| -------- | ------------------ | ---------------- | ---------------------- | --------- | ------------------- |
| Бензол   | C6H6               | 1                | 78,11                  | 71-43-2   |                     |
| Нафталин | C10H8              | 2                | 128,17                 | 91-20-3   |                     |
| Антрацен | C14H10             | 3                | 178,23                 | 120-12-7  |                     |
| Тетрацен | C18H12             | 4                | 228,29                 | 92-24-0   |                     |
| Пентацен | C22H14             | 5                | 278,35                 | 135-48-8  |                     |
| Гексацен | C26H16             | 6                | 328,41                 | 258-31-1  |                     |
| Гептацен | C30H18             | 7                | 378,46                 | 258-38-8  |                     |

Последние два указанных ацена в таблице — гексацен и гептацен — являются очень реакционноспособными, из-за чего были получены благодаря матричной изоляции.

## Старшие представители
Также известны более старшие представители аценов, то есть с большим количеством колец в своем составе, которые используются в процессе получения нанотрубок и графена. Незамещенные октацен и нонацен были найдены в матричной изоляции. Первые сообщения о стабильных производных нонацена говорят о том, что из-за электронных эффектов заместителей тиоарила соединение — нонацен — является не дирадикалом, а системой с замкнутой оболочкой и наинизшей энергетической разницей между НЗМО и ННМО, о которой сообщалось когда-либо для аценов, — данное наблюдение идет против правила Каши. Последующие исследования различных производных, включающих в себя изучение кристаллических структур, не имели каких-либо подобных противоречий.
В 2017 году был получен декацен.